# Hugo Hildebrand Hildebrandsson
Hugo Hildebrand Hildebrandsson (19 août 1838 - 29 juillet 1925) est un météorologue suédois et professeur à l'université d'Uppsala de 1878 à 1907. Il est l'un des co-auteurs de l'Atlas international des nuages de 1896, base du système de classification actuel, avec Léon Teisserenc de Bort et Albert Riggenbach.

## Biographie
Hildebrandsson est le fils de Hildebrand Hildebrandsson et d'Ebba Gustava af Wirsén et il est né à Stockholm, dans la paroisse de Kungsholm, le 19 août 1938. Il a fait ses études au gymnasium de Stockholm, puis à l'université d'Uppsala, où il a commencé son doctorat en physique en 1858 et qu'il a obtenu en 1866. La même année, il épouse sa cousine Wendela Gustava Charlotta af Wirsén. Comme d'autres météorologues, qui proviennent de la physique, il appliqua ses principes tout en reconnaissant que la géographie y avait un apport.
Entre 1868 et 1877, il est professeur de physique à l'Institut agricole d'Ultuna (aujourd'hui l'université suédoise des sciences agricoles). Mais dès 1865, il a commencé sa carrière météorologique en participant à la fondation du département météorologique de l'Observatoire astronomique d'Uppsala. En 1869, il entreprend un voyage pour étudier l'organisation des activités météorologiques dans plusieurs pays, produisant des recommandations pour l'organisation d'un service météo en Suède publié en 1870. Cela servi de base pour la formation de l'Institut météorologique de Copenhague en 1871 et de l'institution météorologique centrale de Stockholm en 1873 (un des ancêtres de l'actuel Institut suédois de météorologie et d'hydrologie, SMHI, basé à Norrköping).
En janvier 1871, Hildebrandsson et le directeur de l'Observatoire astronomique d'Uppsala, le professeur Gustaf Svanberg, organisèrent un réseau de plusieurs centaines de stations, en coopération avec les sociétés d'entretien ménager de Suède, pour l'observation des climatologiques de températures, des orages et des glaces. En 1873, des observations phénologiques de plantes et d'animaux furent également faites dans ces stations. Hildebrandsson entretint le système d'observation jusqu'en 1882 alors qu'il est repris par l'institution météorologique centrale de Stockholm.
En 1873, Hildebrandsson organisa également un système d'observation des cirrus en Suède, les corrélant lignes isobarométriques et publiant ses résultats dans « Essai sur les courants supérieurs de l'atmosphère » en 1874. qui a conduit à la création de stations similaires dans toute l'Europe. En 1877, une présentation du résultat parut dans l'« Atlas des mouvements supérieurs de l'atmosphère ».
En 1874, Hildebrandsson devient professeur adjoint de météorologie et chef du département météorologique de l'Observatoire astronomique d'Uppsala. En 1878, il fut nommé premier professeur au département de météorologie de l'Université d'Uppsala, chaire qu'il occupa jusqu'en 1907.
Hugo Hildebrand Hildebrandsson  est décédé à Uppsala le 29 juillet 1925 à l'âge de 86 ans.

### Recherches

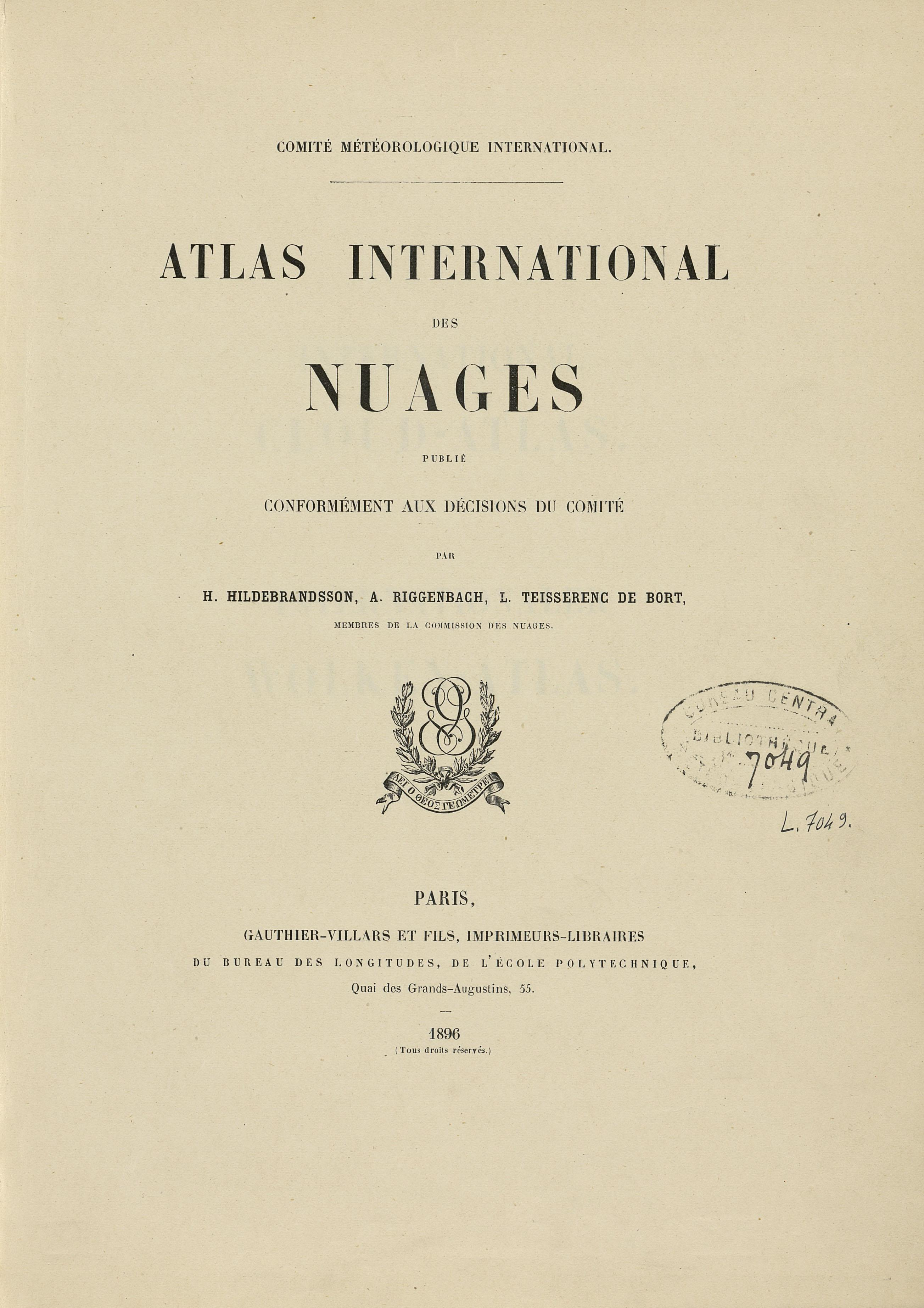
Atlas international des nuages (1896)

En tant que météorologue, Hildebrandsson est connu pour ses recherches sur le thème des nuages. En 1879, il est le premier à utiliser la photographie pour illustrer la taxinomie des nuages. Il a ainsi baptisé un nouveau type de nuage, le cumulus. En 1880, le Comité météorologique international lui a demandé de préparer un Atlas international des nuages, un travail réalisé en collaboration avec Léon Teisserenc de Bort et publié en 1896 lors de l'« Année internationale des nuages » de 1896-97. De nombreuses autres observations ont ensuite été incorporées dans la publication « Les bases de la météorologie dynamique » (1907), auquel Teisserenc de Bort a de nouveau collaboré. En 1897, Hildebrandsson fut le premier à postuler scientifiquement le lien entre les anomalies météorologiques asiatiques et le phénomène El Niño dans le Pacifique tropical.
Ses articles sur les centres d'action de l'atmosphère ont marqué une grande avancée dans les prévisions saisonnières. De Bort et Hildebrandsson fondèrent en 1907 le bureau de la Commission internationale pour un réseau mondial de données climatologique .

## Affiliations et notoriété
Hildebrandsson était un membre éminent du Comité météorologique international et en a été le secrétaire de 1900 à 1907. En 1880, il a été élu membre honoraire de la Royal Meteorological Society de Londres, qui lui a décerné en 1920 la médaille d'or Symons. En 1888, il fut élu membre de l'Académie royale des sciences de Suède et membre du comité Nobel de physique. Il était également membre de nombreuses autres sociétés scientifiques étrangères.